# معلم (فیلم ۲۰۱۳)
نباید با فیلم تلویزیونی معلّم (مینی سریال) که از این فیلم اقتباس شده‌است؛ اشتباه گرفته شود.
معلّم (به انگلیسی: A Teacher) فیلمی در ژانر درام، رومانتیک، به نویسندگی و کارگردانی هانا فیدل محصول سال ۲۰۱۳ کشور ایالات متحده آمریکا است. از بازیگرانی که دراین فیلم به ایفای نقش پرداخته‌اند، می‌توان از لیندزی بِرج، ویل بریتین و جنیفر پردیگر می‌توان نام برد. موسیقی این اثر نیز کار برایان مکامبر می‌باشد.
فیلم‌برداری اصلی این فیلم در آستین، تگزاس انجام شد. این فیلم برای اولین بار در جشنواره فیلم ساندنس ۲۰۱۳ در ۲۰ ژانویه ۲۰۱۳ به نمایش درآمد؛ و پس از آن در جشنواره‌هایی مانند جشنواره فیلم جنوب از جنوب غربی، جشنواره بین‌المللی فیلم تسالونیکی، جشنواره فیلم مریلند و جشنواره بین‌المللی فیلم اولدنبورگ به نمایش درآمد. برای توزیع در ایالات متحده توسط شرکت آزمایشگاه اسیلوسکوپ خریداری و در ۶ سپتامبر همان سال منتشر شد. در هلند نیز توسط شرکت فیلم وان ساندَنس توزیع گردید.
در نهایت معلّم در ۷ عنوان کاندید دریافت جایزه از فستیوال‌های معتبر جهانی گردید و سرانجام در جشنواره بین‌المللی فیلم دالاس موفق به کسب جایزه بزرگ هیئت داوران این جشنواره و جایزه بهترین بازیگر نقش اول زن در جشنواره جنوب از جنوب غربی در سال ۲۰۱۳ شد.
این فیلم در گیشه و در مجموع فروش توانست به مبلغ ۸٬۳۴۸ دلار دست پیدا کند.

## داستان
«دایانا واتس»، معلم جوان درس زبان انگلیسی دبیرستانی در حومه تگزاس است؛ او با «اریک تال»، یکی از دانش‌آموزان خود که هنوز به سن قانونی نرسیده‌است؛ رابطه عاشقانه، نامشروع و جنسی دارد. در کلاس درس، دایانا و اریک سعی می‌کنند به‌طور معمول رفتار کنند؛ تا رابطه خود را پنهان کنند. جدای از نگاه‌های عاشقانه به یکدیگر و یافتن زمانی بعد از کلاس برای سکس، آنها از اینکه این روابط آنها را گرفتار کند، هراس دارند.
یک روز، تعدادی از معلمان، از دایانا دعوت می‌کنند تا بعد از مدرسه برای صرف نوشیدنی به آنها ملحق شود، اما او قبول نمی‌کند. آن‌شب دایانا در خانه مارک با او همبستر می‌شود. او که نمی‌خواهد مارک را از دست بدهد، از قصدش برای همیشه ماندن با او می‌گوید.
مدتی بعد، دایانا و هم اتاقی‌اش، «سوفیا»، در مورد برنامه‌های خود برای روز شکرگزاری صحبت می‌کنند. سوفیا مشتاقانه به دایانا می‌گوید، که می‌خواهد او را با خانواده و البته دو دوست مرد مجرد خود به‌نام‌های «ریچ و دن» در یک مهمانی در هیوستون، معرفی کند. دایانا درپی پیامی از اریک که دل‌تنگ او است، به حمام می‌رود تا چند عکس برهنه بگیرد تا برای اریک بفرستد. او بعداً با سوفیا در مهمانی شرکت می‌کند و با ریچ و دن ملاقات می‌کند؛ ولی برعکس نظر سوفیا، آنها را مناسب خود نمی‌بیند. دایانا به بهانه خستگی و با گرفتن سویچ ماشین، مهمانی را ترک کرده به خانه برمی‌گردد.
پس از تعطیلات تعطیلات، «جسیکا» همکار دایانا به او می‌گوید، که عکسی برهنه از یک دانش‌آموز دختر در دبیرستان دست به دست می‌شود. در حالی که جسیکا ابراز تاسف می‌کند که نوجوانان جوان چقدر می‌توانند بی دقت باشند؛ دایانا متوجه می‌شود که عکسی که او برای اریک فرستاده نیز می‌تواند به همین راحتی پخش شود. او بعد از مدرسه با اریک در پارکینگ ملاقات می‌کند و از او می‌خواهد که عکس را حذف کند؛ اریک هم قبول می‌کند. آن‌ها برای شب و در خانه دایانا، قرار ملاقات می‌گذارند. آن‌شب دایانا می‌گوید که مسئول نظارت بر دختران در مراسم رقص سادی هاوکینز شده‌است. (مراسمی در کانادا و آمریکا که توسط کالج‌ها برپا می‌شود؛ ولی برعکس عرف معمول، دختران برای رقصیدن از پسران دعوت می‌کنند). اریک نیز درحین معاشقه، به او می‌گوید که دختری از او خواسته تا با او برقصد. دایانا کمی حسود می‌شود، اما اریک به او اطمینان می‌دهد که قرار آنها هیچ معنایی نداشته و او فقط با این دختر می‌رود تا چیزی مشکوک به نظر نرسد.
قرار عاشقانه بعدی آن‌ها در خانه برادر اریک گذاشته می‌شود؛ و آنها پس از هم‌بسترشدن، باهم می‌آمیزند. دایانا و اریک برای تعطیلات آخر هفته و بدون اطلاع خانواده اریک، به مزرعه پدری اریک می‌روند. در نیمه راه، اریک که خود را جوانی تکامل یافته و قوی می‌بیند؛ از دایانا تَسخیرشده، تقاضای رابطه دهانی می‌کند. صبح روز بعد، در حالی که آنها مشغول رابطه جنسی هستند؛ جِیمز سرکارگر مزرعه به ملک می‌رسد؛ و دایانا با عجله در حمام پنهان می‌شود. پس از صحبت و رفتن جیمز، دایانا با ترس ازدَست‌دادن شغلش از اریک که بی‌تفاوت است؛ می‌پرسد، که آیا جیمز به پدرش چیزی خواهد گفت؟ اریک که جِیمز را انسانی خوب می‌داند، با کمی شک به او اطمینان خاطر می‌دهد. اما دایانا از او می‌خواهد که مدتی رابطه خود را متوقف کنند. دایانا به ایوان عمارت رفته تا تنها باشد؛ اریک نیز به او می‌پیوندد و سعی می‌کند با اغوای دایانا با او سکس کند، اما دایانا با بی‌رحمی و با عصبانیت او را دور می‌کند.
دایانا که تنها شده و از طرفی عاشق اریک است؛ و شاهد روابط سوفیا هم‌اتاقی‌اش در خانه و همکارانش در دیسکو با دوستانشان است؛ به الکل پناه می‌برد و در لپ‌تاپش عکس‌های اریک را مرور می‌کند. در نهایت و پس از بازگشت به مدرسه، دایانا از اریک می‌خواهد که بعد از کلاس با هم صحبت کنند. او اعتراف می‌کند که دلش برای اریک تنگ شده و از او برای شام دعوت می‌کند. در حین گفتگو، جسیکا بدون خبر وارد کلاس شده و دایانا یک جلسه درسی را صحنه‌سازی می‌کند.
در خانه دایانا، آن‌ها شروع به برقراری رابطه جنسی می‌کنند؛ اما در حین رابطه، دایانا رفتاری دوقطبی از خود نشان می‌دهد. دایانا، اریک را شیرین و دوست داشتنی می‌داند؛ اما با اِسترس، مدام از اشتباه بودن سکس با اریک سخن گفته و تمرکز برای رابطه ندارد. اریک که حال خراب او را می‌بیند؛ به التماس دایانا برماندن توجه نمی‌کند و درست در زمانی که سوفیا وارد خانه شده‌است، بیرون می‌رود. سوفیا که شوکه شده، دنبال کردن ناامیدانه اریک توسط دایانا را تماشا می‌کند.
دایانا بلافاصله سوار ماشینش می‌شود و به سمت خانه اریک می‌رود. در ماشینش و وقتی که اریک تماس‌های او را رد می‌کند؛ دایانا با تلفن ثابت خانه تماس گرفته، با پدر اریک صحبت می‌کند. پدر اریک بافرض همکلاسی بودن دایانا، از او می‌خواهد که روز بعد و در مدرسه با او صحبت کند. دایانا که کنترلی بر ذهن خود ندارد؛ به سمت پنجره اتاق خواب اریک می‌رود؛ تا او را وادار به صحبت کند. دایانا که عاشق اریک است، با التماس به او می‌گوید که رابطه آن‌ها سال بعد و در دانشگاه یوتا می‌تواند ادامه داشته باشد. صحبت آنها با نزدیک شدن پدر اریک به نتیجه نمی‌رسد و دایانا مجبور به ترک اریک می‌شود.
دایانا به یک هتل می‌رود و با چک کردن صندوق صوتی خود پیامی از یکی از جسیکا دریافت می‌کند؛ که به او می‌گوید که پدر اریک در مدرسه است و مهم است که فوراً خود را به‌آنجا برساند. دایانا وقتی متوجه عواقب اعمال خود می‌شود، شروع به گریه کردن می‌کند.

## متن آهنگ فیلم
اگر عشق تو گناه است؛ کمی به من زمان بِده/ چون من گناهکار خواهم ماند/ گاهی اوقات خود را در دادگاه حس می‌کنم/ چون عزیزم، عاشقت هستم/ من زندانی او هستم و خدا قاضی/ چون دو رفیق و دوست/ پس خدایا به صحبتم گوش بده/ اگر نمی‌خواهی قلب او را بدزدم/ اول مرا قُل و زنجیر کن و بعد از او جدایم کن/ اگر مرا رها کنی/ بازهم به عشقم برمی‌گردم/ خدایا به من رحم کن/ من یک نقشه داشتم/ که قلبش را بدزدم و فرارکنم/ اما گرفتار شدم/ خدایا من گناهکارم/ اما اگر به من اجازه رهایی بدهی/ من دوباره همان کار را انجام خواهم داد.